# Mittenothamnium laxulum
Mittenothamnium laxulum är en bladmossart som beskrevs av F. D. Bowers 1970. Mittenothamnium laxulum ingår i släktet Mittenothamnium och familjen Hypnaceae. Inga underarter finns listade i Catalogue of Life.